# Gabriela Satková
Gabriela Satková (* 2. Dezember 2001 in Brünn) ist eine tschechische Kanutin, die im Kanuslalom im Einer-Kajak und Einer-Canadier antritt. Im Einzel und vor allem mit der tschechischen Mannschaft wurde sie wiederholt Welt- und Europameisterin.

## Leben
Satková tritt seit 2016 bei internationalen Wettkämpfen an. Zunächst nahm sie an U-23-Wettkämpfen teil und konnte hier erste Erfolge feiern. Bei den U-23-Europameisterschaften 2018 in Bratislava gewann sie mit der tschechischen Mannschaft im Einer-Canadier ihre erste Goldmedaille und gewann im selben Jahr bei den U-23-Weltmeisterschaften in Ivrea im Einer-Canadier auch im Einzel ihre erste internationale Goldmedaille. Im Jahr zuvor hatte sie erste Bronzemedaillen errungen. Bei den Heimeuropameisterschaften 2020 in Prag errang sie mit der tschechischen Mannschaft im Einer-Canadier ihre erste Goldmedaille im Erwachsenenbereich. Auch im Einzel konnte sie die Goldmedaille gewinnen und wurde so im Alter von 18 Jahren Europameisterin. Verteidigen konnte sie ihren Titel indes nicht, im Einzel blieb diese Goldmedaille bei Europameisterschaften ihre einzige. Mit der tschechischen Mannschaft war sie erfolgreicher: Hier konnte sie 2024 und 2025 im Mannschaftswettbewerb im Einer-Canadier erneut den Europameistertitel feiern.  2023 gewann sie bei den Europaspielen in Krakau mit ihrer Mannschaft im Einer-Canadier ebenfalls die Goldmedaille.

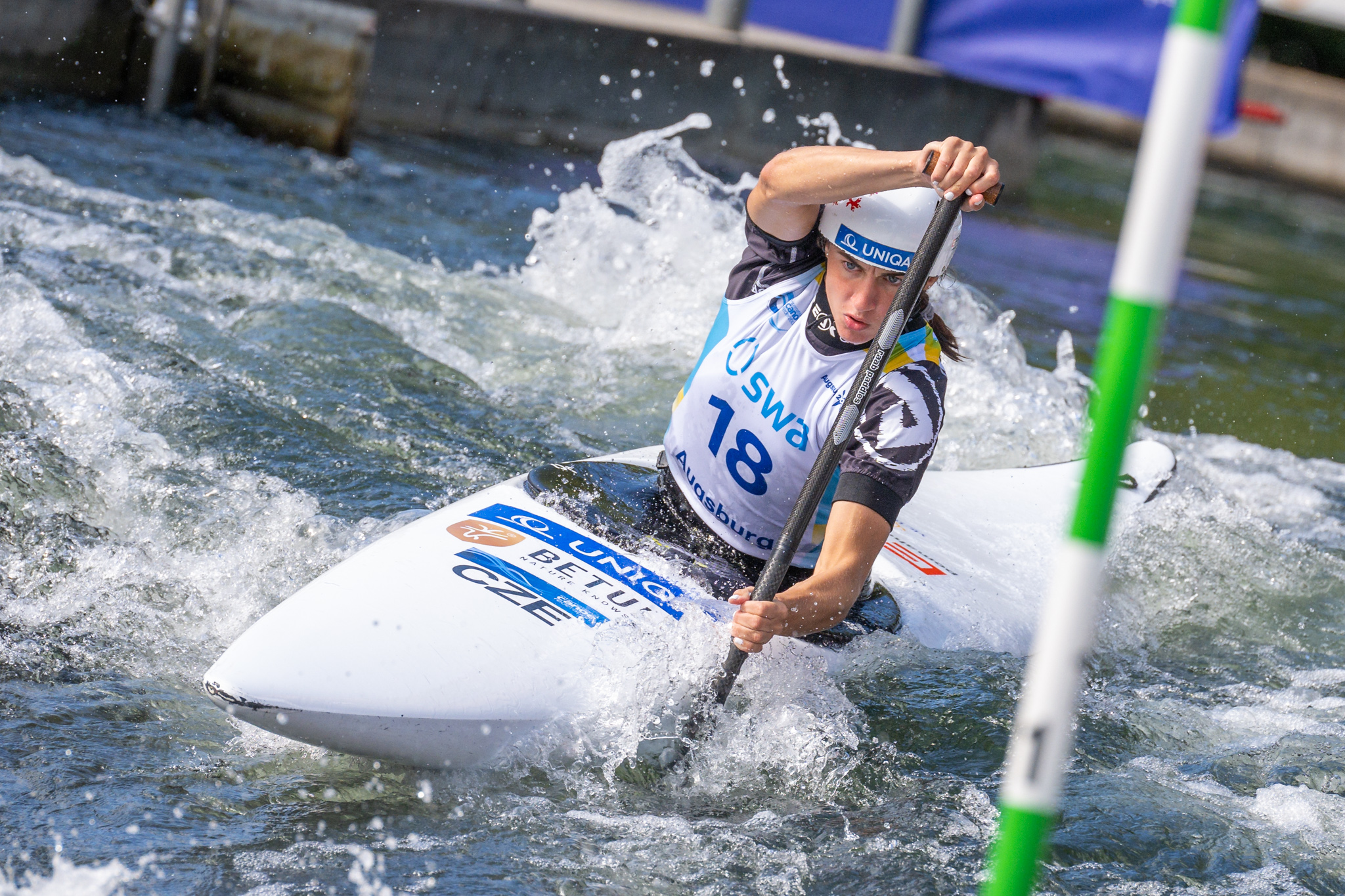
Gabriela Satková (2022)

Bei Weltmeisterschaften war sie im Einzel weniger erfolgreich. Hier war ihre bislang einzige Medaille eine Bronzemedaille bei den Weltmeisterschaften 2021 in Bratislava. Mit der Mannschaft wurde sie im Einer-Canadier 2021 und 2022 Weltmeisterin. Allerdings konnte sie 2024 im Einzel zweimal den Slalom-Weltcup gewinnen.
2024 nahm sie an den Olympischen Spielen in Paris teil. Die Qualifikation hatte sie durch eine Silbermedaille bei den Europameisterschaften im Einer-Canadier in Ljubljana geschafft. Obwohl sie im Slalomwettbewerb sowohl in den Vorläufen als auch im Halbfinale die schnellste Zeit fuhr, belegte sie im Finale nach einer Zeitstrafe nur den siebten Platz. Im November 2024 wurde sie vom tschechischen Kanuverband zur Kanusportlerin des Jahres gekürt.
Auf Vereinsebene tritt sie seit 2023 für die Universitätsmannschaft der Universität Prag an.

## Privat
Satková studiert Wirtschaftswissenschaften an der Universität Prag. Ihre ältere Schwester Martina und ihr Bruder sind ebenfalls Kanuten.